# Altingia gracilipes
Altingia gracilipes là một loài thực vật có hoa trong họ Altingiaceae. Loài này được Hemsl. miêu tả khoa học đầu tiên năm 1907.